# Joseba Barandiaran
José Ignacio Barandiarán Urkola, conocido como Joseba Barandiaran (Astigarraga, 11 de noviembre de 1959 - San Sebastián, 11 de julio de 1978), fue un joven que perdió la vida participando en incidentes violentos contra la policía durante una manifestación de la izquierda radical contra la Transición Española.

## Los Sanfermines de 1978
Unos días antes de su muerte, el 8 de julio, en los Sanfermines de Pamplona, se produjeron graves incidentes entre la Policía Armada y radicales de izquierda que provocaron disturbios en la Plaza de Toros y se trasladaron a los alrededores de ésta.  Germán Rodríguez, miembro de la Liga Comunista Revolucionaria (LKI, partido surgido de ETA), fue mortalmente herido de bala mientras asaltaba un autobús de la policía. Estos sucesos son conocidos como los Sanfermines de 1978 y están considerados uno de los episodios más violentos y conocidos de represión policial durante la Transición Española.
A raíz de este suceso, se convocó una huelga general de carácter político en el País Vasco y Navarra. Se produjeron incidentes violentos en numerosas localidades de ambos territorios. En una de estas protestas, celebrada en San Sebastián el martes 11 de julio, resultó muerto el joven de ideología abertzale Joseba Barandiaran. 
Durante un enfrentamiento entre la policía y los manifestantes en la confluencia de las calles San Bartolomé y la Cuesta de Aldapeta del Centro de la capital guipuzcoana, Barandiaran resultó mortalmente herido de bala en el pecho y falleció casi en el acto. Una comisión ciudadana, encargada de investigar los hechos, acusó unos meses más tarde a la Policía Armada de ser la autora de los disparos. Las investigaciones judiciales llevadas a cabo en los años posteriores demostraron que el disparo había partido de las filas de las Fuerzas de Orden Público, pero el caso Barandiaran fue sobreseído provisionalmente 7 años más tarde al no poder ser identificado el autor de los disparos que acabaron con la vida del joven.
El ayuntamiento de San Sebastián, ante las solicitudes de numerosos vecinos de Astigarraga, decidió dar el 14 de marzo de 1980 el nombre de Joseba Barandiaran a una plaza de dicho pueblo (que por aquel entonces dependía como barrio de San Sebastián). En la actualidad, sigue habiendo una Plaza Joseba Barandiaran/Joseba Barandiaran Plaza en Astigarraga.